# 布施事件
布施事件（ふせじけん）とは、朝鮮民主主義人民共和国によるスパイ事件。1976年（昭和51年）6月16日、大阪府警察摘発（検挙）。1971年（昭和46年）に島根県下の海岸から不法入国した北朝鮮工作員の趙昌朝は大阪府下に潜伏し、在日韓国人に北朝鮮にいる妹の手紙を見せて協力させ、彼が経営する企業を拠点に工作活動をおこなった

## 概要
川島啓介こと趙昌朝は、北朝鮮物理化学会上級研究員として勤務していた1971年7月頃、北朝鮮当局によって召喚され工作員となることを命じられた。趙は約2カ月間、政治思想教育、暗号通信受信要領などのスパイ教育を受け、1971年9月下旬、乱数表、暗号表、工作資金などを携行し、
- 在日韓国人の獲得
- 未組織民団系人物の獲得
- 日本・韓国両国の政治、経済、軍事などの情報収集

などの任務を指示され、島根県八束郡美保関町（現、松江市）の海岸から不法に入国した。
趙昌朝は密入国後、北朝鮮からの指示で大阪府在住の在日韓国人に、北朝鮮にいる妹の手紙を突き付けて彼を工作員として獲得し、同人が経営する会社の住込み工員として就労し、同地を拠点に工作活動に従事した。
1973年（昭和48年）7月、趙昌朝に北朝鮮から帰還命令が下り、7月下旬に美保関海岸から密出国し、北朝鮮到着後、活動報告をするとともに工作員として再訓練を受けた。1974年（昭和49年）、再び美保関より密入国し、その後も布施在住の在日韓国人に対してスパイ訓練を行っていた。
1976年6月16日、大阪府警察は密出国準備中の川島啓介こと趙昌朝（当時52歳）を逮捕し、乱数表、暗号表、暗号通信受信メモなど諜報活動を裏づける証拠資料を押収した。警察庁では本事件を、在韓スパイ網埋設のための獲得工作等の対韓工作、アジア等の海外拠点との連絡、海外スパイ網埋設のための各種工作を目的とする事案の一例とみている。
1977年（昭和52年）2月10日、大阪高等裁判所は趙昌朝に対し、出入国管理令および外国人登録法違反の罪で懲役6月の判決を下した。趙は1977年、北朝鮮に強制送還された。